# Antoni Ripoll Salvà
Fra Antoni Ripoll Salvà, nascut a Llucmajor, Mallorca, el 1844 i traspassat a Artà, Mallorca, el 1916. Fou fundador el 1893 del Tercer Orde Regular de Sant Francesc a Espanya.
El 1877 fundà una comunitat laical en el convent franciscà de Sant Bonaventura de Llucmajor. Estudià (1822-85) teologia al Seminari Conciliar de Sant Pere de Mallorca, i el 1885 s'ordenà prevere. El 1893 la comunitat que havia fundat a Llucmajor es constituí en Congregació del Tercer Orde Regular de Sant Francesc (TOR) i professà (1894) després d'un any de noviciat. Residí al convent de Sant Bonaventura de Llucmajor (1877-97, 1906-11) i a Sant Antoni de Pàdua, d'Artà (1897-1906, 1911-16).